# ビリャビセンシオ
ビジャビセンシオ（スペイン語: Villavicencio）は、コロンビアの都市。メタ県の県都である。人口は53万1275人（2018年）。

## 概要
コロンビアの中部に位置し、コロンビア東部からベネズエラにかけて広がるリャノと呼ばれる大平原の西端に位置する。この町の西にはアンデス山脈が広がっており、ビリャビセンシオは国の中枢である首都ボゴタのあるアンデス地方とリャノを結ぶ要所に位置する。そのため、「リャノへの玄関口」"La Puerta al Llano," と呼ばれる。
ボゴタからは75km程で近いが、異なる気候帯（熱帯雨林気候）に属しており、年間雨量は4500mmと非常に多い。